# Jorge Visbal Martelo
Jorge Aníbal Visbal Martelo (Corozal,23 de junio de 1953.) es um administrador de empresas, empresario, ganadero y político colombiano.

## Biografía
Entre 1991 y 2004 se desempeñó como presidente de la Federación Colombiana de Ganaderos (Fedegán). En 2004 fue nombrado por el entonces presidente Álvaro Uribe como embajador de Colombia en Canadá  y se desempeñó en este cargo hasta el 2006, cuando regresó al país para aspirar al Senado en las elecciones de 2006, obtuvo un total de 26,412 votos que resultaron insuficientes para que lograra una curul; sin embargo ingresó al Senado el 3 de junio de 2007 en reemplazo de Luis Guillermo Vélez Trujillo quien falleció el 6 de febrero de 2007.
En mayo de 2009 la Corte Suprema de Justicia le abrió investigación preliminar por presuntos vínculos con grupos paramilitares. A causa de esta investigación presentó renuncia a su curul en el senado el 29 de mayo de 2009.
A pesar de tener esta investigación abierta, fue nombrado en 2010 por el presidente Juan Manuel Santos como embajador ante Perú; en este cargo estuvo hasta marzo de 2012 cuando renunció debido a que la Fiscalía General de la Nación ordenó su detención preventiva por el delito de concierto para delinquir que presuntamente cometió cuando presidía Fedegán por sostener nexos con paramilitares; regresó al país el 20 de marzo de 2012 para comparecer ante las autoridades e inmediatamente fue detenido por agentes del CTI y recluido en las instalaciones de la Escuela de Caballería del Cantón Norte, en Bogotá. 
El 4 de julio de 2012, luego de que la Fiscalía aceptara la apelación presentada por la defensa de Visbal Martelo, fue revocada la medida de aseguramiento que pesaba en su contra. El ente acusador determinó que mantener al excongresista privado de la libertad es innecesario pues no representa un peligro para la sociedad. Fue dejado en libertad el 5 de julio, pero su proceso por nexos con grupos paramilitares continuó su curso.
El 20 de junio de 2018, fue condenado a nueve años de prisión y una multa de 11.000 salarios mínimos al encontrarlo responsable del delito de concierto para delinquir por nexos con paramilitares. Los miembros de las autodefensas Salvatore Mancuso y Adolfo Paz manifestaron que "Jorge Aníbal Visbal Martelo sostuvo desde 1998 y hasta la desmovilización en el año 2005, constantes reuniones con las autodefensas en las fincas denominadas la 7, 21 y 53 todas en la zona de Córdoba, mostrando su afinidad con la ideología paramilitar y sugiriendo su expansión a territorios de actividad económica ganadera que para entonces tenían fuerte presencia de la guerrilla", según se lee en el fallo condenatorio.